# Espagne aux Jeux olympiques d'hiver de 1952
Cet article contient des informations sur la participation et les résultats de l'Espagne aux Jeux olympiques d'hiver de 1952, qui ont eu lieu à Oslo en Norvège.

## Résultats

### Ski alpin
| Athlète             | Épreuve      | Course 1     | Course 1 | Course 2     | Course 2     | Total        | Total        |
| Athlète             | Épreuve      | Temps        | Rang     | Temps        | Rang         | Temps        | Rang         |
| ------------------- | ------------ | ------------ | -------- | ------------ | ------------ | ------------ | ------------ |
| Juan Poll           | Descente     |              |          |              |              | 3 min 10 s 1 | 54           |
| Luis Arias          | Descente     |              |          |              |              | 3 min 09 s 2 | 53           |
| Francisco Viladomat | Descente     |              |          |              |              | 2 min 55 s 4 | 37           |
| Luis Molné          | Slalom géant |              |          |              |              | 3 min 04 s 9 | 62           |
| Juan Poll           | Slalom géant |              |          |              |              | 3 min 03 s 5 | 60           |
| Luis Arias          | Slalom géant |              |          |              |              | 3 min 01 s 5 | 57           |
| Francisco Viladomat | Slalom géant |              |          |              |              | 2 min 51 s 6 | 40           |
| Luis Molné          | Slalom       | 1 min 26 s 5 | 72       | Non qualifié | Non qualifié | Non qualifié | Non qualifié |
| Francisco Viladomat | Slalom       | 1 min 18 s 9 | 61       | Non qualifié | Non qualifié | Non qualifié | Non qualifié |
| Juan Poll           | Slalom       | 1 min 12 s 1 | 50       | Non qualifié | Non qualifié | Non qualifié | Non qualifié |
| Luis Arias          | Slalom       | 1 min 10 s 4 | 47       | Non qualifié | Non qualifié | Non qualifié | Non qualifié |